# Szalay József (gépészmérnök)
Szalay József (Orosháza, 1898. december 19. – Budapest, 1988. április 4.) magyar gépészmérnök, címzetes egyetemi tanár, a műszaki tudományok kandidátusa (1963).

## Életpályája
1916–1918 között katonai szolgálatot teljesített az első világháborúban. 1918–1922 között a budapesti Műegyetemen végezte tanulmányait, ahol 1922-ben gépészmérnöki diplomát kapott. 1923-ban a karlsruhei műegyetem vendéghallgatója volt. 1923–1926 között Ad. Laudin karlsruhei mérnöki irodájában tervezőmérnökként tevékenykedett. 1926–1929 köztöt az ausztriai Riemenfabrik Prinzersdorfnál üzemvezetője volt. 1929–1933 között a Ganz és Társánál szerkesztő mérnökként dolgozott. 1933–1948 között a Központi Gáz és Villámossági Rt.-nél üzemmérnök, majd a szegedi villamosmű és gázgyár üzemigazgatója volt. 1948–1950 között az Állami Villamos Művek Rt.-nél (ÁVIRT) és ETÉI-nél tervezőmérnök volt. 1949–1960 között a budapesti Műegyetem meghívott előadója volt. 1950–1954 között az Erőmű Tervező Irodánál főosztályvezető volt. 1954–1960 között az Erőmű Tröszt főenergetikusa volt. 1960-tól – nyugdíjba vonulásáig – a Műszeripari Kutató Intézet tudományos főmunkatársa volt.
Az erőművek automatizálásának kérdéseivel foglalkozott.

## Családja
Szülei Szalay József (1870–1937) író és Fekete Berta (1871–1937) voltak. Felesége, Rigó Márta (1907–1988) volt. Egy lányuk született: Eszter.
Temetése a Farkasréti temetőben történt (6/9-1-147).

## Művei
- Az erőművek segédberendezéseinek méretezése és elrendezése (Budapest, 1951)
- A szabályozás szerkezeti elemei és alkalmazása (Budapest, 1953)
- Bevezetés a szabályozás elméletébe és gyakorlati vonatkozások (Budapest, 1954)
- Vízierőművek üzemvitele (Budapest, 1954)
- A gázhőmérséklet szabályozási eljárásainak értékelése üzemi szempontból (Budapest, 1960)
- Irányítástechnikai alapfogalmak (Budapest, 1966)